# The Alcoholic
The Alcoholic (с англ. — «Алкоголик») — графический роман, написанный Джонатан Эймзом и нарисованный Дином Хаспиелем.

## Синопсис
Роман повествует о Джонатане Э. — вымышленном писателе, чьё имя лишь случайно совпадает с автором книги. Главный герой является алкоголиком.

## История
Первое издание романа вышло 1 октября 2008 года в твёрдом переплёте, а через год, 16 сентября 2009 года, комикс вышел в мягкой обложке. 12 сентября 2018 года компания Dark Horse Comics выпускает расширенное издание графического романа к его десятилетию.

## Реакция

### Отзывы
На сайте Comic Book Roundup комикс имеет оценку 7,7 из 10 на основе 3 рецензий. Тимоти Каллахан из Comic Book Resources писал, что «в отличие от многих „литературных“ графических романов, The Alcoholic не ограничивается одной последовательностью событий». Джордж Джин Гастинс из The New York Times был впечатлён последней страницей. Журналист из Kirkus Reviews отмечал, что история хорошо сочетается с иллюстрациями. Коллега Гастинса, Дуглас Волк, из NY Times посчитал, что «быстрое прозрение в финале кажется натянутым». Рецензент из Pop Culturalist дал роману 4 звезды из 5 и назвал его «современной классикой».

### Продажи
Первое издание было продано тиражом около 2 619 копий за первый месяц; роман занял 44 позицию по продажам в Северной Америке. Второе издание, вышедшее через год, было продано тиражом около 1 367 копий за первый месяц; комикс получил 80 место по продажам в СА. Расширенное издание, которые было выпущено в 2018 году, продавалось хуже (около 304 копий за первый месяц) и встало на 380 позицию по продажам в СА.

### Награды
| Год  | Награда             | Категория              | Результат | Пр.    |
| ---- | ------------------- | ---------------------- | --------- | ------ |
| 2009 | GLAAD Media Awards  | Outstanding Comic Book | Номинация | [ 13 ] |
| 2016 | Le Prix Libr'à Nous | Графический роман      | Номинация | [ 14 ] |